# Rachel Rice
Rachel Rice (* 7. März 1984 in Torfaen, Südwales) ist eine walisische Schauspielerin und Model. Im Jahr 2008 gewann sie die neunte Staffel der Fernsehshow Big Brother in Großbritannien.

## Leben
Rice wurde am 7. März 1984 in Torfaen als jüngstes von vier Kindern geboren. Sie hat zwei Brüder und eine Schwester.
Im Alter von acht Jahren spielte Rice in ihrem ersten Film Night Train to Venice an der Seite Hugh Grants. Es folgten weitere kleinere Rollen in Filmen. 1994 hatte sie Gastauftritte (für jeweils eine Episode) in den Fernsehserien Sherlock Holmes (The Memoirs of Sherlock Holmes) und The Lifeboat. Außerdem war Rice in ungefähr 20 Fernsehwerbungen zu sehen.
Im Jahr 2003 wurde sie bei der Wahl zur Miss Wales Zweite.
Rice zog am 5. Juni 2008 als Kandidatin der neunten Staffel Big Brother UK in das Haus ein. Sie wurde am 59. Tag für eine Woche Head of House und freundete sich während ihres Aufenthaltes mit der Favoritin Kathreya (Kat) sowie dem blinden Michael an. Am 5. September, nach 93 Tagen, gewann Rice mit 51,3 % gegen Michael.

## Filmografie (Auswahl)
- 1993: Night Train to Venice (Train to Hell) als Pia
- 1994: The Lifeboat als Debbie
- 1995: Wuff! Mein Papa bellt (Ho un segreto con papà) als Giulia
- 1996: The Prince and the Pauper als Prissy (TV)
- 2001: Hand in Hand mit dem Tod (Happy Now) als Zweite Kandidatin
- 2007: The History of Mr Polly als Christabels Freundin (TV)